# Changyi
Changyi (昌邑市S, ChāngyìP) è una città-contea della Cina, situata nella provincia dello Shandong e amministrata dalla prefettura di Weifang.